# Monterosso Almo
Monterosso Almo település Olaszországban, Szicília régióban, Ragusa megyében. Lakosainak száma 2783 fő (2023. január 1.). Monterosso Almo Chiaramonte Gulfi, Ragusa, Giarratana, Licodia Eubea és Vizzini községekkel határos.

## Népesség
A település lakossága az elmúlt években az alábbi módon változott:
| Lakosok száma | 2995 | 2953 | 2783 |
|               | 2017 | 2018 | 2023 |